# Ruan (Loiret)
Ruan ist eine französische Gemeinde mit 205 Einwohnern (Stand: 1. Januar 2022) im Département Loiret in der Region Centre-Val de Loire. Sie gehört zum Arrondissement Orléans und zum Kanton Meung-sur-Loire. Die Einwohner werden Ruanais genannt.

## Geographie und Verkehr
Ruan liegt etwa 23 Kilometer nördlich von Orléans. Umgeben wird Ruan von den Nachbargemeinden Lion-en-Beauce im Norden, Oison im Nordosten, Aschères-le-Marché im Osten, Trinay im Süden und Südosten, Artenay im Süden und Südwesten, Dambron im Westen sowie Santilly im Nordwesten.

## Einwohnerentwicklung
| 1962                       | 1968 | 1975 | 1982 | 1990 | 1999 | 2006 | 2018 |
| -------------------------- | ---- | ---- | ---- | ---- | ---- | ---- | ---- |
| 337                        | 287  | 253  | 242  | 221  | 235  | 208  | 204  |
| Quellen: Cassini und INSEE |      |      |      |      |      |      |      |

## Sehenswürdigkeiten
- Kirche Saint-Ythier et Saint-Sébastien
- Dolmen La Pierre Luteau